# Echidnopsis ciliata
Echidnopsis ciliata är en oleanderväxtart som beskrevs av Bally. Echidnopsis ciliata ingår i släktet Echidnopsis och familjen oleanderväxter. Inga underarter finns listade i Catalogue of Life.